# Farkas Zsolt (zongoraművész)
Farkas Zsolt (1969 –) magyar zongoraművész, tanár.

## Családja
Felesége Mihály Renáta zenetanár. Első házasságából született gyermekei: Farkas Laura (1997) a kaposvári Csiky Gergely Színház színésze, Lili (2001) a Zeneakadémia zongora szakos hallgatója, Lóránt (2009) még középiskolás.

## Életútja
Ötéves kora óta zongorázik. 1988-ban a győri Zeneművészeti Szakközépiskolában érettségizett. 1993-ban a Liszt Ferenc Zeneművészeti Főiskola Győri Tagozatán szerzett zeneiskolai zongoratanár és kamaraművész diplomát. 1993 és 1995 között a müncheni Richard Strauss Konzervatóriumban folytatta tanulmányait, 1995/96-ban a müncheni Hochschule für Musik hallgatója volt, ahol zongoraművészi diplomát szerzett.
Kezdetben szólóban lépett fel, majd 2002 és 2018 között első feleségével négykezes párosként koncertezett. A Zeneképzelet című műsoruk 6-12 éves gyerekeknek szólt. Ezt követte 2007-ben a A Teremtés csodái cím előadás. A Földi mese című zenés-verses összeállítás a középiskolás korosztálynak készült. 2011-ben Liszt Ferenc születésének bicentenáriumára Liszt arcai című koncertprogramot állították össze. Repertoárjukban többek között Brahms, Schubert és Chopin művei szerepeltek. Koncerttermi szereplések mellett folyamatosan felléptek vidéki iskolák tornatermeiben is gyermekeknek Magyarországon és Kárpátalján. Több alkalommal koncertezetek az Egyesült Államokban, az ottani magyar közösségek meghívására. 2004 és 2014 között öt CD-t adtak ki közösen. Korábbi főiskolája, a Széchenyi István Egyetem Művészeti Karának tanára, 2009-től a Kroó György Zeneiskola tanszakvezető zongoratanára is.

## Lemezei
Várnagy Andreával
- Zeneképzelet 1. (2004)
- Zeneképzelet 2. (2008)
- A Teremtés csodái (2008)
- Földi mese (2011)
- Liszt arcai (2014)

## Díjai, elismerései
- Ischia (Olaszország) – Nemzetközi négykezes zongoraverseny – abszolút 1. díj[4]
- Budapest Márka-díj